# Mô hình trường học mới Việt Nam
Mô hình trường học mới Việt Nam hay VNEN là một dự án được triển khai lần đầu tiên vào năm học 2012-2013. Nó tập trung về thí điểm sư phạm nhằm xây dựng và nhân rộng một kiểu mô hình nhà trường tiên tiến, hiện đại, phù hợp với mục tiêu phát triển và đặc điểm của giáo dục Việt Nam.

## Lịch sử
Mô hình Trường học mới (tiếng Tây Ban Nha là Escuela Nueva) xuất phát từ Colombia giữa những năm 1970. Người xây dựng và phát triển mô hình này là bà Clara Victoria Colbert, con gái của nhà giáo lãnh đạo một trường trường sư phạm và một sĩ quan hải quân Mỹ, cùng với Beryl Levinger, một nhà giáo dục người Mỹ và Oscar Mogollón, hiệu trưởng một trường "thực nghiệm" ở Pamplona, Colombia.
Sau khi tốt nghiệp Đại học Stanford, Clara Victoria Colbert về nước và làm việc tại Bộ Giáo dục Colombia. Bà nhận thấy, nếu không có một nền giáo dục cơ bản, không hy vọng thay đổi được tương lai. Bà đã làm việc với Oscar Mogollón, hiệu trưởng một trường "thực nghiệm" ở Pamplona, Colombia để xây dựng một môt hình giáo dục cho phép mỗi học sinh trong lớp ghép có thể làm việc theo tốc độ của riêng mình, đồng thời kết hợp thực hành các hoạt động, và ứng dụng vào thực tế các khái niệm trừu tượng một cách dân chủ và hợp tác. Colbert đã dành 40 năm để truyền bá mô hình giáo dục này. Nó hiện được sử dụng ở khoảng 20.000 trường học nông thôn ở Colombia và 19 quốc gia trên toàn thế giới.

### Mô hình VNEN
Bắt đầu từ năm học 2012-2013, Bộ giáo dục đào tạo Việt Nam chính thức triển khai Phương pháp giáo dục VNEN ở 1.447 trường tiểu học. Dự kiến, dự án GPE-VNEN do Quỹ hỗ trợ giáo dục toàn cầu (Global Partnership for Education - GPE) tài trợ cho Việt Nam nghiên cứu, vận dụng để triển khai, ủy thác qua Ngân hàng Thế giới (World Bank); UNESCO tại VN là cơ quan giám sát và điều phối cùng một số đối tác phát triển giáo dục tại VN, được thực hiện ở cấp tiểu học kết thúc vào cuối tháng 5 năm 2016.
Từ 1.447 trường thuộc dự án, theo từng năm học, số trường tiểu học tự nguyện áp dụng mô hình VNEN (không có sự hỗ trợ kinh phí của dự án) không ngừng tăng lên. Năm học 2013 - 2014 tăng thêm 257 trường ở 20 tỉnh, thành; năm học 2015 - 2016 có 1.039 trường ở 31 tỉnh, thành phố và năm học 2015 - 2016 có tất cả 2.730 trường (ở 53 tỉnh, thành) tự nguyện áp dụng mô hình, nâng tổng số trường áp dụng VNEN lên 4.177 trường, chiếm gần 30% tổng số trường tiểu học trong toàn quốc.
Ngày 18 tháng 8 năm 2016, Bộ GD-ĐT đã có công văn số 4068/BGDĐT-GDTrH gửi các địa phương về việc triển khai phương pháp giáo dục này từ năm học 2016-2017.

## Kết quả
Thời gian đầu triển khai, mô hình trường học mới VNEN cũng đã đạt được một số thành công và có phản hồi tích cực. Theo đánh giá của Ngân hàng Thế giới, mô hình trường học mới VNEN đã đem lại nhiều kết quả khả quan, giúp nâng cao chất lượng thầy - trò, nhà trường thông qua học tập tích cực và hợp tác.
Tuy nhiên sau vài năm áp dụng, mô hình VNEN bắt đầu nảy sinh nhiều bất cập. Từ năm học 2017-2018 việc áp dụng mô hình trường học mới có sự phân hóa rõ rệt, trong khi nhiều địa phương quyết định dừng áp dụng mô hình đào tạo này thì vẫn có nhiều địa phương áp dụng thành công và đánh giá cao mô hình này. Trong hội nghị tổng kết năm học 2016-2017, triển khai nhiệm vụ năm học 2017-2018 bậc tiểu học, Bộ trưởng Bộ GD-ĐT Phùng Xuân Nhạ yêu cầu các Sở GD-ĐT phải rà soát lại, nếu trường nào chưa đủ điều kiện về giáo viên, cơ sở vật chất thì dừng triển khai Mô hình trường học mới Việt Nam (VNEN).
Với những người phản đối, dự án mô hình VNEN đã được coi là thất bại từ năm học 2018, nguyên nhân được cho là do sự thiếu chuẩn bị về cơ sở vật chất, trang thiết bị dạy học, tập huấn giáo viên... Ngược lại, với những người ủng hộ mô hình này, việc triển khai vẫn được coi là rất thành công, được sự ủng hộ của cả giáo viên lẫn phụ huynh học sinh, nguyên nhân những địa phương ngừng áp dụng được cho là do ngại thay đổi, tư duy bảo thủ.
Năm học 2018, Bộ giáo dục đào tạo buộc phải giải trình nguyên nhân bộ sách giáo khoa VNEN giá quá cao với Ủy ban Văn hóa Giáo dục, Thanh niên, Thiếu niên và Nhi đồng của Quốc hội sau khi có kết quả khảo sát một số nội dung trong việc thực hiện chính sách, pháp luật về xuất bản, in, phát hành sách giáo khoa giáo dục phổ thông giai đoạn 2012-2017 của Ủy ban.
Cho đến nay, việc triển khai mô hình này không còn bắt buộc và vẫn được một số ít địa phương vẫn tiếp tục duy trì và áp dụng.